# Coppa Sudamericana 2021
La Coppa Sudamericana 2021 è stata la 20ª edizione della Coppa Sudamericana. Al torneo hanno partecipato 56 squadre provenienti dalle 10 federazioni della CONMEBOL. Il torneo è iniziato il 16 marzo 2021 ed è terminato il 20 novembre 2021, con la finale disputata allo stadio del Centenario di Montevideo.
Il trofeo è stato vinto dall'Athl. Paranaense, al suo secondo successo nella competizione, che ha sconfitto in finale i connazionali del RB Bragantino. La squadra vincitrice ha ottenuto il diritto di disputare la Coppa Libertadores 2022 e la Recopa Sudamericana 2022 (quest'ultima contro la vincente della Coppa Libertadores 2021).

## Cambiamenti
Il 2 ottobre 2020 il consiglio della CONMEBOL ha approvato le modifiche al formato della Coppa Sudamericana, valide a partire dall'edizione 2021 e mirate a garantire che ogni paese sia rappresentato al meglio nelle varie fasi della competizione. Le modifiche sono le seguenti:
- Il torneo passa da 54 a 56 squadre, incluse tutte le squadre eliminate dalla terza fase della Coppa Libertadores, contrariamente alle migliori due nelle precedenti edizioni.
- Nella prima fase le squadre della stessa federazione, ad eccezione di Argentina e Brasile, giocano tra di loro in partite di andata e ritorno, con le vincitrici che si qualificano ad una fase a gironi da 32 squadre; in questo modo, almeno due squadre della stessa federazione prendono parte alla fase a gironi.
- Viene implementata una fase a gironi cui prendono parte le 6 squadre dell'Argentina e del Brasile automaticamente qualificate e alle quali si aggiungono le 4 eliminate dalla terza fase preliminare della Coppa Libertadores e le 16 squadre qualificate dalla prima fase. Le prime di ogni girone si qualificano agli ottavi di finale.
- Le 8 terze classificate nella fase a gruppi della Coppa Libertadores si qualificano direttamente agli ottavi di finale.

## Squadre partecipanti
Al torneo hanno partecipato 56 squadre appartenenti alle 10 federazioni della CONMEBOL, e i criteri di qualificazione sono determinati dalle singole federazioni nazionali.
| Nazione               | Squadra                        | Qualificazione |
| --------------------- | ------------------------------ | --- |
| Argentina (6 squadre) | Newell's Old Boys (ARG 1)      | Migliore squadra nella classifica aggregata di Superliga 2019-2020 e Copa de la Superliga 2020 non qualificata per la Coppa Libertadores         |
| Argentina (6 squadre) | Talleres (C) (ARG 2)           | Seconda migliore squadra nella classifica aggregata di Superliga 2019-2020 e Copa de la Superliga 2020 non qualificata per la Coppa Libertadores |
| Argentina (6 squadre) | Lanús (ARG 3)                  | Terza migliore squadra nella classifica aggregata di Superliga 2019-2020 e Copa de la Superliga 2020 non qualificata per la Coppa Libertadores   |
| Argentina (6 squadre) | Rosario Central (ARG 4)        | Quarta migliore squadra nella classifica aggregata di Superliga 2019-2020 e Copa de la Superliga 2020 non qualificata per la Coppa Libertadores  |
| Argentina (6 squadre) | Arsenal Sarandí (ARG 5)        | Quinta migliore squadra nella classifica aggregata di Superliga 2019-2020 e Copa de la Superliga 2020 non qualificata per la Coppa Libertadores  |
| Argentina (6 squadre) | Independiente (ARG 6)          | Sesta migliore squadra nella classifica aggregata di Superliga 2019-2020 e Copa de la Superliga 2020 non qualificata per la Coppa Libertadores   |
| Bolivia (4 squadre)   | Wilstermann (BOL 1)            | Migliore squadra della Primera División 2020 non qualificata per la Coppa Libertadores                                                           |
| Bolivia (4 squadre)   | Guabirá (BOL 2)                | 2ª squadra della Primera División 2020 non qualificata per la Coppa Libertadores                                                                 |
| Bolivia (4 squadre)   | Nacional Potosí (BOL 3)        | 3ª squadra della Primera División 2020 non qualificata per la Coppa Libertadores                                                                 |
| Bolivia (4 squadre)   | Palmaflor del Trópico (BOL 4)  | 4ª squadra della Primera División 2020 non qualificata per la Coppa Libertadores                                                                 |
| Brasile (6 squadre)   | Athl. Paranaense (BRA 1)       | 9ª classificata nel Campeonato Brasileiro Série A 2020                                                                                           |
| Brasile (6 squadre)   | Bragantino (BRA 2)             | 10ª classificata nel Campeonato Brasileiro Série A 2020                                                                                          |
| Brasile (6 squadre)   | Ceará (BRA 3)                  | 11ª classificata nel Campeonato Brasileiro Série A 2020                                                                                          |
| Brasile (6 squadre)   | Corinthians (BRA 4)            | 12ª classificata nel Campeonato Brasileiro Série A 2020                                                                                          |
| Brasile (6 squadre)   | Atl. Goianiense (BRA 5)        | 13ª classificata nel Campeonato Brasileiro Série A 2020                                                                                          |
| Brasile (6 squadre)   | Bahia (BRA 6)                  | 14ª classificata nel Campeonato Brasileiro Série A 2020                                                                                          |
| Cile (4 squadre)      | Palestino (CIL 1)              | 4ª classificata nella Primera División 2020 |
| Cile (4 squadre)      | Dep. Antofagasta (CIL 2)       | 5ª classificata nella Primera División 2020 |
| Cile (4 squadre)      | Cobresal (CIL 3)               | 6ª classificata nella Primera División 2020 |
| Cile (4 squadre)      | Huachipato (CIL 4)             | 7ª classificata nella Primera División 2020 |
| Colombia (4 squadre)  | Deportes Tolima (COL 1)        | 5ª squadra non qualificata nella classifica unita della Categoría Primera A 2020                                                                 |
| Colombia (4 squadre)  | La Equidad (COL 2)             | 6ª squadra non qualificata nella classifica unita della Categoría Primera A 2020                                                                 |
| Colombia (4 squadre)  | Deportivo Pasto (COL 3)        | 7ª squadra non qualificata nella classifica unita della Categoría Primera A 2020                                                                 |
| Colombia (4 squadre)  | Deportivo Cali (COL 4)         | 8ª squadra non qualificata nella classifica unita della Categoría Primera A 2020                                                                 |
| Ecuador (4 squadre)   | Emelec (ECU 1)                 | Miglior squadra non qualificata per la Coppa Libertadores della Primera Categoría Serie A 2020                                                   |
| Ecuador (4 squadre)   | Guayaquil City (ECU 2)         | 2ª miglior squadra non qualificata per la Coppa Libertadores della Primera Categoría Serie A 2020                                                |
| Ecuador (4 squadre)   | Macará (ECU 3)                 | 3ª miglior squadra non qualificata per la Coppa Libertadores della Primera Categoría Serie A 2020                                                |
| Ecuador (4 squadre)   | Aucas (ECU 4)                  | 4ª miglior squadra non qualificata per la Coppa Libertadores della Primera Categoría Serie A 2020                                                |
| Paraguay (4 squadre)  | Nacional (PAR 1)               | 5ª classificata nella classifica unita della División Profesional 2020                                                                           |
| Paraguay (4 squadre)  | Guaireña (PAR 2)               | 6ª classificata nella classifica unita della División Profesional 2020                                                                           |
| Paraguay (4 squadre)  | 12 de Octubre (PAR 3)          | 7ª classificata nella classifica unita della División Profesional 2020                                                                           |
| Paraguay (4 squadre)  | River Plate (PAR 4)            | 8ª classificata nella classifica unita della División Profesional 2020                                                                           |
| Perù (4 squadre)      | Carlos A. Mannucci (PER 1)     | 5ª classificata nella Liga 1 2020 |
| Perù (4 squadre)      | Sport Huancayo (PER 2)         | 6ª classificata nella Liga 1 2020 |
| Perù (4 squadre)      | UTC Cajamarca (PER 3)          | 7ª classificata nella Liga 1 2020 |
| Perù (4 squadre)      | Melgar (PER 4)                 | 8ª classificata nella Liga 1 2020 |
| Uruguay (4 squadre)   | Peñarol (URU 1)                | Vincitore dell’Apertura 2020 non qualificato alla Coppa Libertadores                                                                             |
| Uruguay (4 squadre)   | Montevideo City Torque (URU 2) | 4ª migliore classificata nella classifica unita della Primera División 2020                                                                      |
| Uruguay (4 squadre)   | Cerro Largo (URU 3)            | 5ª migliore classificata nella classifica unita della Primera División 2020                                                                      |
| Uruguay (4 squadre)   | Fénix (URU 4)                  | 6ª migliore classificata nella classifica unita della Primera División 2020                                                                      |
| Venezuela (4 squadre) | Academia P.C. (VEN 1)          | Migliore squadra nella classifica unita della Primera División (Venezuela) del 2020 non qualificata alla Coppa Libertadores                      |
| Venezuela (4 squadre) | Aragua (VEN 2)                 | Seconda migliore squadra della classifica unita della Primera División del 2020 non qualificata alla Coppa Libertadores                          |
| Venezuela (4 squadre) | Metropolitanos (VEN 3)         | Terza migliore squadra nella classifica unita della Primera División del 2020 non qualificata alla Coppa Libertadores                            |
| Venezuela (4 squadre) | Mineros (VEN 4)                | Quarta migliore squadra nella classifica unita della Primera División 2020 non ancora qualificata                                                |

Ulteriori 12 squadre sono state trasferite dalla Coppa Libertadores 2021.
| Fase                         | Squadra                 | Qualificazione                                                |
| ---------------------------- | ----------------------- | ------------------------------------------------------------- |
| Fase a gruppi (8 squadre)    | Independiente del Valle | 3ª posizione nel gruppo A della Coppa Libertadores 2021       |
| Fase a gruppi (8 squadre)    | Deportivo Táchira       | 3ª posizione nel gruppo B della Coppa Libertadores 2021       |
| Fase a gruppi (8 squadre)    | Santos                  | 3ª posizione nel gruppo C della Coppa Libertadores 2021       |
| Fase a gruppi (8 squadre)    | Atlético Junior         | 3ª posizione nel gruppo D della Coppa Libertadores 2021       |
| Fase a gruppi (8 squadre)    | Sporting Cristal        | 3ª posizione nel gruppo E della Coppa Libertadores 2021       |
| Fase a gruppi (8 squadre)    | Nacional                | 3ª posizione nel gruppo F della Coppa Libertadores 2021       |
| Fase a gruppi (8 squadre)    | LDU Quito               | 3ª posizione nel gruppo G della Coppa Libertadores 2021       |
| Fase a gruppi (8 squadre)    | América de Cali         | 3ª posizione nel gruppo H della Coppa Libertadores 2021       |
| Fase preliminare (4 squadre) | Libertad                | Sconfitta nella terza fase della Coppa Libertadores 2021 (E1) |
| Fase preliminare (4 squadre) | Grêmio                  | Sconfitta nella terza fase della Coppa Libertadores 2021 (E2) |
| Fase preliminare (4 squadre) | Bolívar                 | Sconfitta nella terza fase della Coppa Libertadores 2021 (E3) |
| Fase preliminare (4 squadre) | San Lorenzo             | Sconfitta nella terza fase della Coppa Libertadores 2021 (E4) |

## Prima fase
Alla prima fase hanno partecipato 32 squadre, ad eccezione delle squadre argentine e brasiliane, che si sono affrontate in partite d'andata e ritorno tra squadre della stessa federazione nazionale. Le 16 squadre vincenti hanno avuto accesso alla fase a gruppi. Il sorteggio per determinare le sfide della prima fase si è tenuto il 5 febbraio 2021. Le partite d'andata sono state disputate il 16, 17 e 18 marzo 2021, mentre le partite di ritorno il 6, 7 e 8 aprile 2021; invece, l'andata per le squadre uruguayane si è disputata il 6 e 7 aprile, mentre il ritorno il 13 e 14 aprile.
| Squadra 1              | Totale          | Squadra 2             | Andata | Ritorno |
| ---------------------- | --------------- | --------------------- | ------ | ------- |
| Guabirá                | 6 - 2           | Nacional Potosí       | 4 - 1  | 2 - 1   |
| Wilstermann            | 4 - 2           | Palmaflor del Trópico | 2 - 1  | 2 - 1   |
| Dep. Antofagasta       | 0 - 4           | Huachipato            | 0 - 1  | 0 - 3   |
| Cobresal               | 1 - 2           | Palestino             | 0 - 0  | 1 - 2   |
| Deportes Tolima        | 3 - 0           | Deportivo Cali        | 3 - 0  | 0 - 0   |
| La Equidad             | 3 - 2           | Deportivo Pasto       | 1 - 2  | 2 - 0   |
| Macará                 | 2 - 4           | Emelec                | 2 - 2  | 0 - 2   |
| Aucas                  | 5 - 1           | Guayaquil City        | 2 - 1  | 3 - 0   |
| 12 de Octubre          | 0 - 0 (5-4 dtr) | Nacional              | 0 - 0  | 0 - 0   |
| Guaireña               | 3 - 6           | River Plate           | 1 - 2  | 2 - 4   |
| UTC Cajamarca          | 0 - 5           | Sport Huancayo        | 0 - 1  | 0 - 4   |
| Carlos A. Mannucci     | 3 - 5           | Melgar                | 1 - 2  | 2 - 3   |
| Montevideo City Torque | 2 - 0           | Fénix                 | 0 - 0  | 2 - 0   |
| Cerro Largo            | 3 - 6           | Peñarol               | 2 - 2  | 1 - 4   |
| Metropolitanos         | 3 - 0           | Academia P.C.         | 2 - 0  | 1 - 0   |
| Aragua                 | 2 - 2 (gfc)     | Mineros               | 0 - 1  | 2 - 1   |

## Fase a gruppi
Il sorteggio per definire la composizione dei gruppi si è tenuto il 9 aprile 2021 a Luque, in Paraguay.
Le 32 squadre partecipanti sono state divise in 8 gruppi, ciascuno composto da 4 squadre. Ogni squadra gioca con le altre 3 squadre del proprio girone con partite di andata e ritorno. Solo la prima classificata di ogni girone accede agli ottavi di finale.

### Gruppo A

#### Classifica
| Pos | Squadra         | Pt | G | V | N | P | GF | GS | DG |
| --- | --------------- | -- | - | - | - | - | -- | -- | -- |
| 1.  | Rosario Central | 11 | 6 | 3 | 2 | 1 | 10 | 3  | +7 |
| 2.  | Huachipato      | 8  | 6 | 2 | 2 | 2 | 4  | 10 | -6 |
| 3.  | San Lorenzo     | 7  | 6 | 2 | 1 | 3 | 7  | 6  | +1 |
| 4.  | 12 de Octubre   | 6  | 6 | 1 | 3 | 2 | 3  | 5  | -2 |

#### Risultati
| Squadra 1       | Risultato   | Squadra 2       |
| 1ª giornata     | 1ª giornata | 1ª giornata     |
| --------------- | ----------- | --------------- |
| San Lorenzo     | 0 - 1       | Huachipato      |
| 12 de Octubre   | 1 - 0       | Rosario Central |
| 2ª giornata     |             |                 |
| Huachipato      | 0 - 0       | 12 de Octubre   |
| Rosario Central | 2 - 0       | San Lorenzo     |
| 3ª giornata     |             |                 |
| Huachipato      | 1 - 1       | Rosario Central |
| San Lorenzo     | 1 - 1       | 12 de Octubre   |
| 4ª giornata     |             |                 |
| 12 de Octubre   | 1 - 2       | Huachipato      |
| San Lorenzo     | 1 - 2       | Rosario Central |
| 5ª giornata     |             |                 |
| Rosario Central | 5 - 0       | Huachipato      |
| 12 de Octubre   | 0 - 2       | San Lorenzo     |
| 6ª giornata     |             |                 |
| Rosario Central | 0 - 0       | 12 de Octubre   |
| Huachipato      | 0 - 3       | San Lorenzo     |

### Gruppo B

#### Classifica
| Pos | Squadra                | Pt | G | V | N | P | GF | GS | DG  |
| --- | ---------------------- | -- | - | - | - | - | -- | -- | --- |
| 1.  | Independiente          | 14 | 6 | 4 | 2 | 0 | 11 | 5  | +6  |
| 2.  | Montevideo City Torque | 11 | 6 | 3 | 2 | 1 | 15 | 7  | +8  |
| 3.  | Bahia                  | 8  | 6 | 2 | 2 | 2 | 11 | 8  | +3  |
| 4.  | Guabirá                | 0  | 6 | 0 | 0 | 6 | 1  | 18 | -17 |

#### Risultati
| Squadra 1              | Risultato   | Squadra 2              |
| 1ª giornata            | 1ª giornata | 1ª giornata            |
| ---------------------- | ----------- | ---------------------- |
| Montevideo City Torque | 1 - 1       | Bahia                  |
| Guabirá                | 1 - 3       | Independiente          |
| 2ª giornata            |             |                        |
| Bahia                  | 5 - 0       | Guabirá                |
| Independiente          | 3 - 1       | Montevideo City Torque |
| 3ª giornata            |             |                        |
| Bahia                  | 2 - 2       | Independiente          |
| Montevideo City Torque | 4 - 0       | Guabirá                |
| 4ª giornata            |             |                        |
| Guabirá                | 0 - 1       | Bahia                  |
| Montevideo City Torque | 1 - 1       | Independiente          |
| 5ª giornata            |             |                        |
| Independiente          | 1 - 0       | Bahia                  |
| Guabirá                | 0 - 4       | Montevideo City Torque |
| 6ª giornata            |             |                        |
| Independiente          | 1 - 0       | Guabirá                |
| Bahia                  | 2 - 4       | Montevideo City Torque |

### Gruppo C

#### Classifica
| Pos | Squadra         | Pt | G | V | N | P | GF | GS | DG |
| --- | --------------- | -- | - | - | - | - | -- | -- | -- |
| 1.  | Arsenal Sarandí | 11 | 6 | 3 | 2 | 1 | 9  | 4  | +5 |
| 2.  | Ceará           | 9  | 6 | 2 | 3 | 1 | 5  | 2  | +3 |
| 3.  | Bolívar         | 6  | 6 | 1 | 3 | 2 | 5  | 8  | -3 |
| 4.  | Wilstermann     | 5  | 6 | 1 | 2 | 3 | 5  | 10 | -5 |

#### Risultati
| Squadra 1       | Risultato   | Squadra 2       |
| 1ª giornata     | 1ª giornata | 1ª giornata     |
| --------------- | ----------- | --------------- |
| Bolívar         | 2 - 1       | Arsenal Sarandí |
| Ceará           | 3 - 1       | Wilstermann     |
| 2ª giornata     |             |                 |
| Arsenal Sarandí | 0 - 0       | Ceará           |
| Wilstermann     | 0 - 0       | Bolívar         |
| 3ª giornata     |             |                 |
| Arsenal Sarandí | 3 - 0       | Wilstermann     |
| Bolívar         | 0 - 0       | Ceará           |
| 4ª giornata     |             |                 |
| Ceará           | 0 - 0       | Arsenal Sarandí |
| Bolívar         | 2 - 2       | Wilstermann     |
| 5ª giornata     |             |                 |
| Wilstermann     | 1 - 2       | Arsenal Sarandí |
| Ceará           | 2 - 0       | Bolívar         |
| 6ª giornata     |             |                 |
| Wilstermann     | 1 - 0       | Ceará           |
| Arsenal Sarandí | 3 - 1       | Bolívar         |

### Gruppo D

#### Classifica
| Pos | Squadra          | Pt | G | V | N | P | GF | GS | DG |
| --- | ---------------- | -- | - | - | - | - | -- | -- | -- |
| 1.  | Athl. Paranaense | 15 | 6 | 5 | 0 | 1 | 8  | 1  | +7 |
| 2.  | Melgar           | 10 | 6 | 3 | 1 | 2 | 7  | 5  | +2 |
| 3.  | Aucas            | 6  | 6 | 2 | 0 | 4 | 7  | 11 | -4 |
| 4.  | Metropolitanos   | 4  | 6 | 1 | 1 | 4 | 5  | 10 | -5 |

#### Risultati
| Squadra 1        | Risultato   | Squadra 2        |
| 1ª giornata      | 1ª giornata | 1ª giornata      |
| ---------------- | ----------- | ---------------- |
| Metropolitanos   | 2 - 3       | Melgar           |
| Aucas            | 0 - 1       | Athl. Paranaense |
| 2ª giornata      |             |                  |
| Melgar           | 2 - 0       | Aucas            |
| Athl. Paranaense | 1 - 0       | Metropolitanos   |
| 3ª giornata      |             |                  |
| Melgar           | 1 - 0       | Athl. Paranaense |
| Metropolitanos   | 3 - 2       | Aucas            |
| 4ª giornata      |             |                  |
| Aucas            | 2 - 1       | Melgar           |
| Metropolitanos   | 0 - 1       | Athl. Paranaense |
| 5ª giornata      |             |                  |
| Athl. Paranaense | 1 - 0       | Melgar           |
| Aucas            | 3 - 0       | Metropolitanos   |
| 6ª giornata      |             |                  |
| Athl. Paranaense | 4 - 0       | Aucas            |
| Melgar           | 0 - 0       | Metropolitanos   |

### Gruppo E

#### Classifica
| Pos | Squadra        | Pt | G | V | N | P | GF | GS | DG  |
| --- | -------------- | -- | - | - | - | - | -- | -- | --- |
| 1.  | Peñarol        | 13 | 6 | 4 | 1 | 1 | 15 | 3  | +12 |
| 2.  | Corinthians    | 10 | 6 | 3 | 1 | 2 | 12 | 6  | +6  |
| 3.  | River Plate    | 10 | 6 | 3 | 1 | 2 | 6  | 10 | -4  |
| 4.  | Sport Huancayo | 1  | 6 | 0 | 1 | 5 | 3  | 17 | -14 |

#### Risultati
| Squadra 1      | Risultato   | Squadra 2      |
| 1ª giornata    | 1ª giornata | 1ª giornata    |
| -------------- | ----------- | -------------- |
| Peñarol        | 5 - 1       | Sport Huancayo |
| River Plate    | 0 - 0       | Corinthians    |
| 2ª giornata    |             |                |
| Sport Huancayo | 1 - 2       | River Plate    |
| Corinthians    | 0 - 2       | Peñarol        |
| 3ª giornata    |             |                |
| Sport Huancayo | 0 - 3       | Corinthians    |
| Peñarol        | 3 - 0       | River Plate    |
| 4ª giornata    |             |                |
| River Plate    | 2 - 1       | Sport Huancayo |
| Peñarol        | 4 - 0       | Corinthians    |
| 5ª giornata    |             |                |
| Corinthians    | 5 - 0       | Sport Huancayo |
| River Plate    | 2 - 1       | Peñarol        |
| 6ª giornata    |             |                |
| Corinthians    | 4 - 0       | River Plate    |
| Sport Huancayo | 0 - 0       | Peñarol        |

### Gruppo F

#### Classifica
| Pos | Squadra           | Pt | G | V | N | P | GF | GS | DG |
| --- | ----------------- | -- | - | - | - | - | -- | -- | -- |
| 1.  | Libertad          | 13 | 6 | 4 | 1 | 1 | 9  | 4  | +5 |
| 2.  | Atl. Goianiense   | 10 | 6 | 2 | 4 | 0 | 4  | 2  | +2 |
| 3.  | Newell's Old Boys | 8  | 6 | 2 | 2 | 2 | 6  | 6  | 0  |
| 4.  | Palestino         | 1  | 6 | 0 | 1 | 5 | 2  | 9  | -7 |

#### Risultati
| Squadra 1         | Risultato   | Squadra 2         |
| 1ª giornata       | 1ª giornata | 1ª giornata       |
| ----------------- | ----------- | ----------------- |
| Libertad          | 2 - 0       | Palestino         |
| Atl. Goianiense   | 0 - 0       | Newell's Old Boys |
| 2ª giornata       |             |                   |
| Palestino         | 0 - 1       | Atl. Goianiense   |
| Newell's Old Boys | 1 - 3       | Libertad          |
| 3ª giornata       |             |                   |
| Palestino         | 0 - 1       | Newell's Old Boys |
| Libertad          | 1 - 2       | Atl. Goianiense   |
| 4ª giornata       |             |                   |
| Atl. Goianiense   | 0 - 0       | Palestino         |
| Libertad          | 1 - 0       | Newell's Old Boys |
| 5ª giornata       |             |                   |
| Newell's Old Boys | 3 - 1       | Palestino         |
| Atl. Goianiense   | 0 - 0       | Libertad          |
| 6ª giornata       |             |                   |
| Newell's Old Boys | 1 - 1       | Atl. Goianiense   |
| Palestino         | 1 - 2       | Libertad          |

### Gruppo G

#### Classifica
| Pos | Squadra         | Pt | G | V | N | P | GF | GS | DG |
| --- | --------------- | -- | - | - | - | - | -- | -- | -- |
| 1.  | Bragantino      | 12 | 6 | 4 | 0 | 2 | 7  | 6  | +1 |
| 2.  | Emelec          | 10 | 6 | 3 | 1 | 2 | 9  | 8  | +1 |
| 3.  | Talleres (C)    | 8  | 6 | 2 | 2 | 2 | 7  | 5  | +2 |
| 4.  | Deportes Tolima | 3  | 6 | 0 | 3 | 3 | 4  | 8  | -4 |

#### Risultati
| Squadra 1       | Risultato   | Squadra 2       |
| 1ª giornata     | 1ª giornata | 1ª giornata     |
| --------------- | ----------- | --------------- |
| Bragantino      | 2 - 1       | Deportes Tolima |
| Talleres (C)    | 1 - 2       | Emelec          |
| 2ª giornata     |             |                 |
| Deportes Tolima | 1 - 1       | Talleres (C)    |
| Emelec          | 3 - 0       | Bragantino      |
| 3ª giornata     |             |                 |
| Deportes Tolima | 1 - 1       | Emelec          |
| Bragantino      | 0 - 1       | Talleres (C)    |
| 4ª giornata     |             |                 |
| Talleres (C)    | 0 - 0       | Deportes Tolima |
| Bragantino      | 2 - 0       | Emelec          |
| 5ª giornata     |             |                 |
| Emelec          | 2 - 0       | Deportes Tolima |
| Talleres (C)    | 0 - 1       | Bragantino      |
| 6ª giornata     |             |                 |
| Emelec          | 1 - 4       | Talleres (C)    |
| Deportes Tolima | 1 - 2       | Bragantino      |

### Gruppo H

#### Classifica
| Pos | Squadra    | Pt | G | V | N | P | GF | GS | DG  |
| --- | ---------- | -- | - | - | - | - | -- | -- | --- |
| 1.  | Grêmio     | 16 | 6 | 5 | 1 | 0 | 21 | 5  | +16 |
| 2.  | Lanús      | 10 | 6 | 3 | 1 | 2 | 8  | 6  | +2  |
| 3.  | La Equidad | 7  | 6 | 2 | 1 | 3 | 6  | 9  | -3  |
| 4.  | Aragua     | 1  | 6 | 0 | 1 | 5 | 4  | 19 | -15 |

#### Risultati
| Squadra 1   | Risultato   | Squadra 2   |
| 1ª giornata | 1ª giornata | 1ª giornata |
| ----------- | ----------- | ----------- |
| Grêmio      | 2 - 1       | La Equidad  |
| Aragua      | 0 - 1       | Lanús       |
| 2ª giornata |             |             |
| La Equidad  | 2 - 1       | Aragua      |
| Lanús       | 1 - 2       | Grêmio      |
| 3ª giornata |             |             |
| La Equidad  | 0 - 1       | Lanús       |
| Grêmio      | 8 - 0       | Aragua      |
| 4ª giornata |             |             |
| Aragua      | 1 - 2       | La Equidad  |
| Grêmio      | 3 - 1       | Lanús       |
| 5ª giornata |             |             |
| Lanús       | 4 - 1       | La Equidad  |
| Aragua      | 2 - 6       | Grêmio      |
| 6ª giornata |             |             |
| Lanús       | 0 - 0       | Aragua      |
| La Equidad  | 0 - 0       | Grêmio      |

## Fase a eliminazione diretta
Le fasi a eliminazione diretta includeva la disputa di ottavi di finale, quarti di finale e semifinali, con partite di andata e ritorno. Le squadre che hanno superato la fase a gruppi come prime classificate sono state inserite nell'urna delle teste di serie e ordinate in base ai punti conquistati nella fase precedente, mentre le squadre terze classificate nella fase a gruppi della Coppa Libertadores 2021 sono state inserite in una seconda urna e ordinate sempre in base ai punti conquistati nei gruppi. Gli accoppiamenti degli ottavi di finale e del tabellone sono stabiliti tramite sorteggio, svoltosi il 1º giugno 2021. In caso di parità di reti segnate dopo le due partite vale la regola del maggior numero di reti segnate in trasferta; in caso di ulteriore parità si passa direttamente ai tiri di rigore, senza disputare i tempi supplementari. La finale viene disputata in gara unica e, diversamente dai turni precedenti, in caso di parità dopo i tempi regolamentari sono previsti i tempi supplementari ed eventualmente i tiri di rigore.

### Tabellone
|  | Ottavi di finale        | Ottavi di finale | Ottavi di finale | Ottavi di finale |   |                  | Quarti di finale | Quarti di finale | Quarti di finale | Quarti di finale |  |            | Semifinali | Semifinali | Semifinali | Semifinali |                  |   | Finale | Finale |
|  |                         |                  |                  |                  |   |                  |                  |                  |                  |                  |  |            |            |            |            |            |                  |   |        |        |
|  | Nacional                | 1                | 1                | 2                |   |                  |                  |                  |                  |                  |  |            |            |            |            |            |                  |   |        |        |
|  | Peñarol (gfc)           | 2                | 0                | 2                |   |                  |                  |                  |                  |                  |  |            |            |            |            |            |                  |   |        |        |
|  | Peñarol (gfc)           | 2                | 0                | 2                |   | Peñarol          | 3                | 1                | 4                |                  |  |            |            |            |            |            |                  |   |        |        |
|  |                         |                  |                  |                  |   | Peñarol          | 3                | 1                | 4                |                  |  |            |            |            |            |            |                  |   |        |        |
|  |                         | Sporting Cristal | 1                | 0                | 1 |                  |                  |                  |                  |                  |  |            |            |            |            |            |                  |   |        |        |
|  | Sporting Cristal        | Sporting Cristal | 1                | 0                | 1 | 2                | 1                | 3                |                  |                  |  |            |            |            |            |            |                  |   |        |        |
|  | Sporting Cristal        |                  |                  |                  |   | 2                | 1                | 3                |                  |                  |  |            |            |            |            |            |                  |   |        |        |
|  | Arsenal Sarandí         | 1                | 1                | 2                |   |                  |                  |                  |                  |                  |  |            |            |            |            |            |                  |   |        |        |
|  | Arsenal Sarandí         | 1                | 1                | 2                |   |                  |                  |                  |                  |                  |  | Peñarol    | 1          | 0          | 1          |            |                  |   |        |        |
|  |                         |                  |                  |                  |   |                  |                  |                  |                  |                  |  | Peñarol    | 1          | 0          | 1          |            |                  |   |        |        |
|  |                         | Athl. Paranaense | 2                | 2                | 4 |                  |                  |                  |                  |                  |  |            |            |            |            |            |                  |   |        |        |
|  | América de Cali         | Athl. Paranaense | 2                | 2                | 4 | 0                | 1                | 1                |                  |                  |  |            |            |            |            |            |                  |   |        |        |
|  | América de Cali         |                  |                  |                  |   | 0                | 1                | 1                |                  |                  |  |            |            |            |            |            |                  |   |        |        |
|  | Athl. Paranaense        | 1                | 4                | 5                |   |                  |                  |                  |                  |                  |  |            |            |            |            |            |                  |   |        |        |
|  | Athl. Paranaense        | 1                | 4                | 5                |   | Athl. Paranaense | 0                | 4                | 4                |                  |  |            |            |            |            |            |                  |   |        |        |
|  |                         |                  |                  |                  |   | Athl. Paranaense | 0                | 4                | 4                |                  |  |            |            |            |            |            |                  |   |        |        |
|  |                         | LDU Quito        | 1                | 2                | 3 |                  |                  |                  |                  |                  |  |            |            |            |            |            |                  |   |        |        |
|  | LDU Quito (gfc)         | LDU Quito        | 1                | 2                | 3 | 0                | 2                | 2                |                  |                  |  |            |            |            |            |            |                  |   |        |        |
|  | LDU Quito (gfc)         |                  |                  |                  |   | 0                | 2                | 2                |                  |                  |  |            |            |            |            |            |                  |   |        |        |
|  | Grêmio                  | 1                | 1                | 2                |   |                  |                  |                  |                  |                  |  |            |            |            |            |            |                  |   |        |        |
|  | Grêmio                  | 1                | 1                | 2                |   |                  |                  |                  |                  |                  |  |            |            |            |            |            | Athl. Paranaense | 1 |        |        |
|  |                         |                  |                  |                  |   |                  |                  |                  |                  |                  |  |            |            |            |            |            |                  | 1 |        |        |
|  |                         | Bragantino       | 0                |                  |   |                  |                  |                  |                  |                  |  |            |            |            |            |            |                  |   |        |        |
|  | Independiente del Valle | Bragantino       | 0                | 0                | 1 | 1                |                  |                  |                  |                  |  |            |            |            |            |            |                  |   |        |        |
|  | Independiente del Valle |                  |                  | 0                | 1 | 1                |                  |                  |                  |                  |  |            |            |            |            |            |                  |   |        |        |
|  | Bragantino              | 2                | 1                | 3                |   |                  |                  |                  |                  |                  |  |            |            |            |            |            |                  |   |        |        |
|  | Bragantino              | 2                | 1                | 3                |   | Bragantino       | 4                | 1                | 5                |                  |  |            |            |            |            |            |                  |   |        |        |
|  |                         |                  |                  |                  |   | Bragantino       | 4                | 1                | 5                |                  |  |            |            |            |            |            |                  |   |        |        |
|  |                         | Rosario Central  | 3                | 0                | 3 |                  |                  |                  |                  |                  |  |            |            |            |            |            |                  |   |        |        |
|  | Deportivo Táchira       | Rosario Central  | 3                | 0                | 3 | 2                | 0                | 2                |                  |                  |  |            |            |            |            |            |                  |   |        |        |
|  | Deportivo Táchira       |                  |                  |                  |   | 2                | 0                | 2                |                  |                  |  |            |            |            |            |            |                  |   |        |        |
|  | Rosario Central         | 2                | 1                | 3                |   |                  |                  |                  |                  |                  |  |            |            |            |            |            |                  |   |        |        |
|  | Rosario Central         | 2                | 1                | 3                |   |                  |                  |                  |                  |                  |  | Bragantino | 2          | 3          | 5          |            |                  |   |        |        |
|  |                         |                  |                  |                  |   |                  |                  |                  |                  |                  |  | Bragantino | 2          | 3          | 5          |            |                  |   |        |        |
|  |                         | Libertad         | 0                | 1                | 1 |                  |                  |                  |                  |                  |  |            |            |            |            |            |                  |   |        |        |
|  | Santos                  | Libertad         | 0                | 1                | 1 | 1                | 1                | 2                |                  |                  |  |            |            |            |            |            |                  |   |        |        |
|  | Santos                  |                  |                  |                  |   | 1                | 1                | 2                |                  |                  |  |            |            |            |            |            |                  |   |        |        |
|  | Independiente           | 0                | 1                | 1                |   |                  |                  |                  |                  |                  |  |            |            |            |            |            |                  |   |        |        |
|  | Independiente           | 0                | 1                | 1                |   | Santos           | 2                | 0                | 2                |                  |  |            |            |            |            |            |                  |   |        |        |
|  |                         |                  |                  |                  |   | Santos           | 2                | 0                | 2                |                  |  |            |            |            |            |            |                  |   |        |        |
|  |                         | Libertad (gfc)   | 1                | 1                | 2 |                  |                  |                  |                  |                  |  |            |            |            |            |            |                  |   |        |        |
|  | Atlético Junior         | Libertad (gfc)   | 1                | 1                | 2 | 3                | 1                | 4                |                  |                  |  |            |            |            |            |            |                  |   |        |        |
|  | Atlético Junior         |                  |                  |                  |   | 3                | 1                | 4                |                  |                  |  |            |            |            |            |            |                  |   |        |        |
|  | Libertad (gfc)          | 4                | 0                | 4                |   |                  |                  |                  |                  |                  |  |            |            |            |            |            |                  |   |        |        |

### Ottavi di finale
Le partite d'andata degli ottavi si sono disputate il 13, 14 e 15 luglio 2021, mentre le partite di ritorno il 20, 21 e 22 luglio 2021.
| Squadra 1               | Totale      | Squadra 2        | Andata | Ritorno |
| ----------------------- | ----------- | ---------------- | ------ | ------- |
| Nacional                | 2 - 2 (gfc) | Peñarol          | 1 - 2  | 1 - 0   |
| Independiente del Valle | 1 - 3       | RB Bragantino    | 0 - 2  | 1 - 1   |
| Santos                  | 2 - 1       | Independiente    | 1 - 0  | 1 - 1   |
| América de Cali         | 1 - 5       | Athl. Paranaense | 0 - 1  | 1 - 4   |
| LDU Quito               | 2 - 2 (gfc) | Grêmio           | 0 - 1  | 2 - 1   |
| Atlético Junior         | 4 - 4 (gfc) | Libertad         | 3 - 4  | 1 - 0   |
| Deportivo Táchira       | 2 - 3       | Rosario Central  | 2 - 2  | 0 - 1   |
| Sporting Cristal        | 3 - 2       | Arsenal Sarandí  | 2 - 1  | 1 - 1   |

### Quarti di finale
Le partite d'andata dei quarti si sono disputate il 10, 11 e 12 agosto 2021, mentre le partite di ritorno il 17, 18 e 19 agosto 2021.
| Squadra 1        | Totale      | Squadra 2        | Andata | Ritorno |
| ---------------- | ----------- | ---------------- | ------ | ------- |
| Sporting Cristal | 1 - 4       | Peñarol          | 1 - 3  | 0 - 1   |
| LDU Quito        | 3 - 4       | Athl. Paranaense | 1 - 0  | 2 - 4   |
| Rosario Central  | 3 - 5       | Bragantino       | 3 - 4  | 0 - 1   |
| Santos           | 2 - 2 (gfc) | Libertad         | 2 - 1  | 0 - 1   |

### Semifinali
Le partite d'andata delle semifinali si sono disputate il 22 e 23 settembre 2021, mentre le partite di ritorno il 29 e 30 settembre 2021.
| Squadra 1  | Totale | Squadra 2        | Andata | Ritorno |
| ---------- | ------ | ---------------- | ------ | ------- |
| Peñarol    | 1 - 4  | Athl. Paranaense | 1 - 2  | 0 - 2   |
| Bragantino | 5 - 1  | Libertad         | 2 - 0  | 3 - 1   |

### Finale
| Arbitro: | Andrés Matonte |

|           |           |  |
| Nikão 29’ | Marcatori |  |